# Prascorsano
Prascorsano (Spracorsan in piemontese) è un comune italiano di 696 abitanti della città metropolitana di Torino in Piemonte.

## Storia

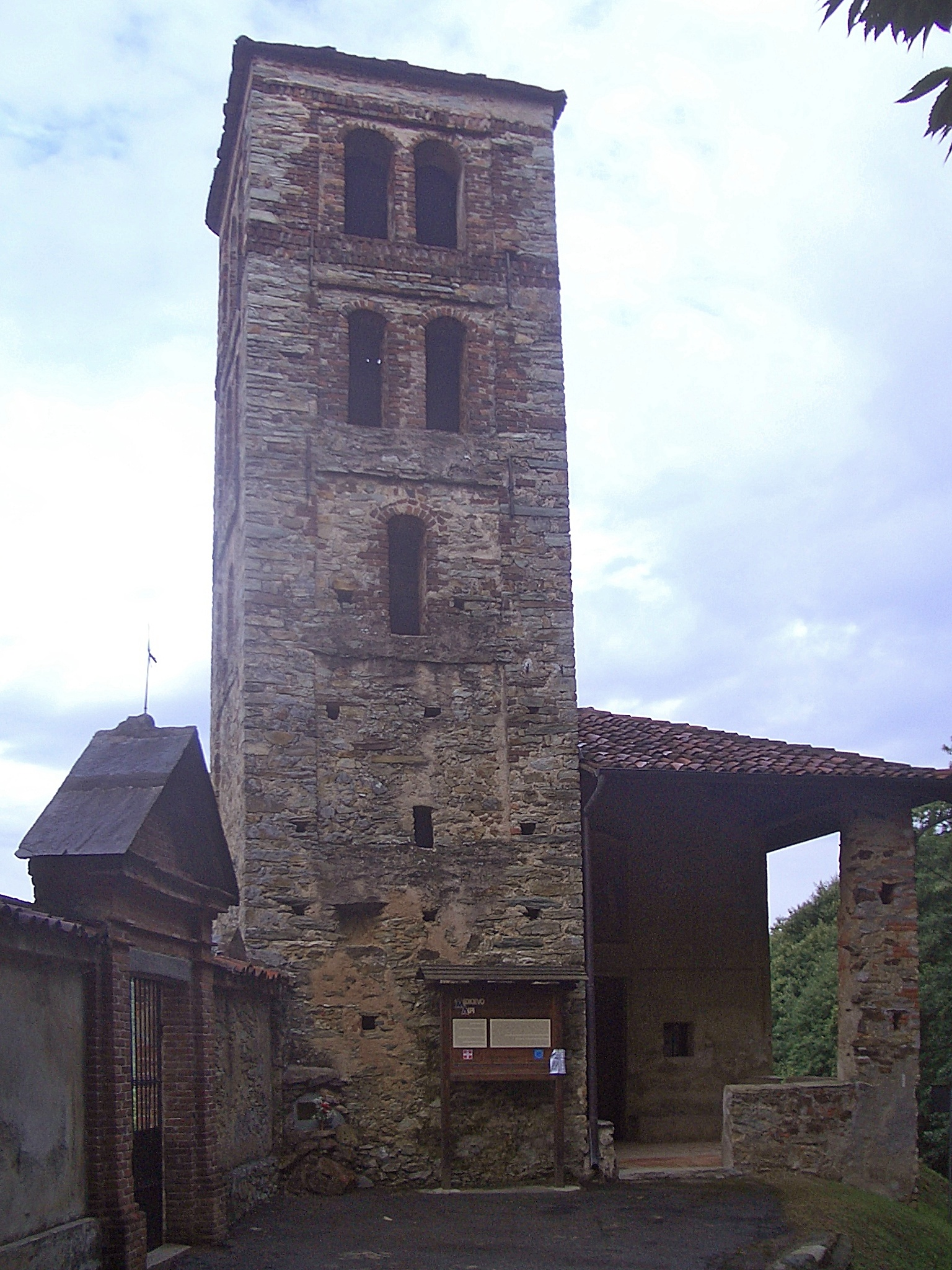
La chiesa cimiteriale del Carmine

### Simboli
Lo stemma del Comune di Prascorsano è stato concesso con decreto del presidente della Repubblica del 30 marzo 2004.
(D.P.R. 30.03.2004 concessione di stemma e gonfalone)
Nello scudo è raffigurato il campanile della locale chiesa di Nostra Signora del Carmine mentre nella partizione sinistra è riprodotto lo stemma dei Valperga che furono signori del luogo.
Il gonfalone è un drappo di rosso.

## Monumenti e luoghi d'interesse
- La chiesa cimiteriale del Carmine (XII secolo) che contiene affreschi del XV e XVI secolo (tra i quali gli Apostoli del cosiddetto Maestro degli Apostoli di Prascorsano)[6]
- A 3 km da Prascorsano si trovano il Santuario di Belmonte e l'omonimo Sacro Monte

## Società

### Evoluzione demografica
Abitanti censiti

## Amministrazione

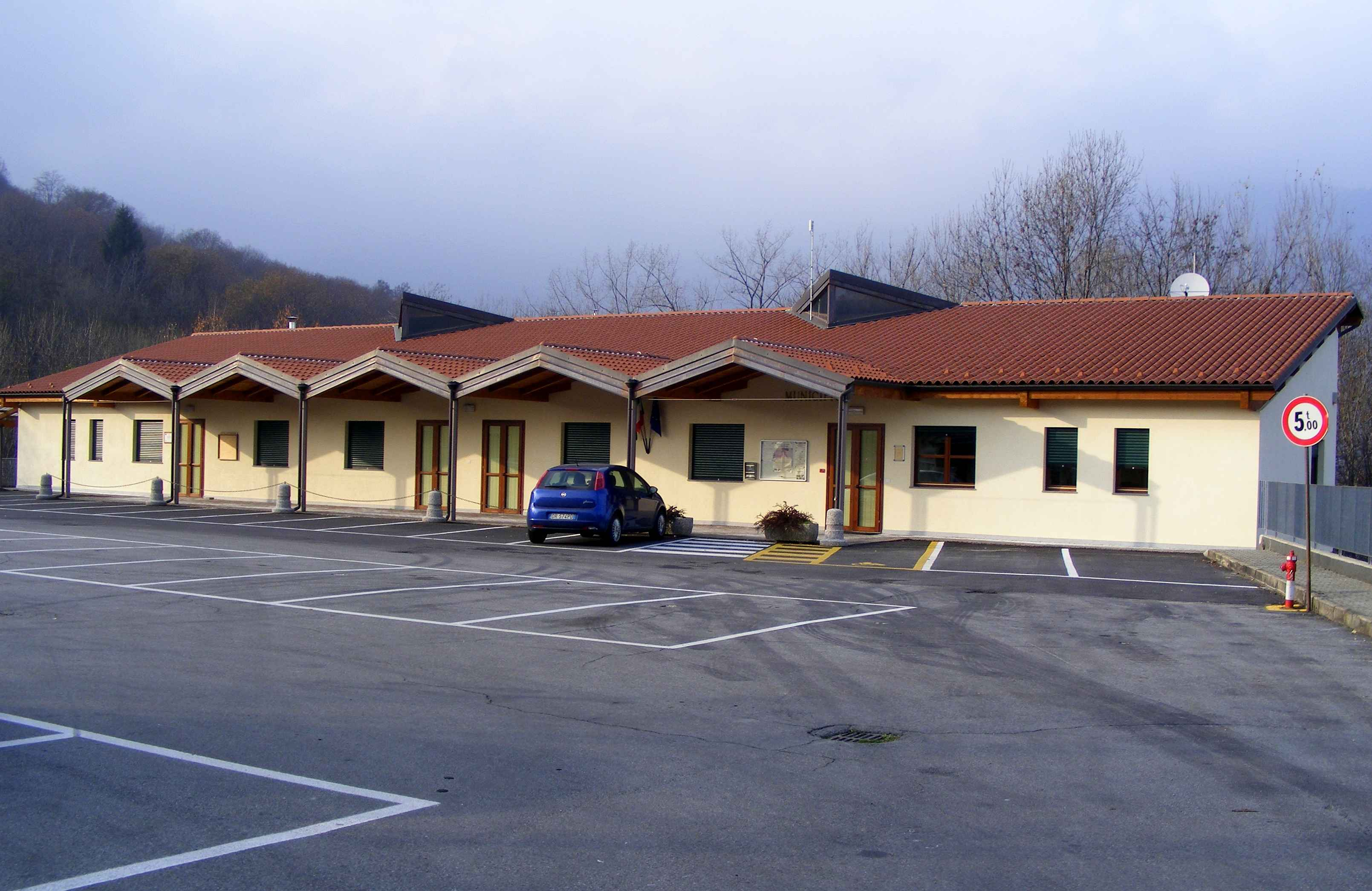
Il municipio

| Periodo | Periodo   | Primo cittadino      | Partito                              | Carica  | Note |
| ------- | --------- | -------------------- | ------------------------------------ | ------- | ---- |
| 2004    | 2009      | Marcello Beccari     | lista civica                         | Sindaco |      |
| 2009    | 2014      | Carlo Rolando Perino | lista civica                         | Sindaco |      |
| 2014    | 2019      | Piero Rolando Perino | lista civica Insieme per Prascorsano | Sindaco |      |
| 2019    | in carica | Piero Rolando Perino | lista civica Insieme per Prascorsano | Sindaco |      |

### Altre informazioni amministrative
Prascorsano era uno dei dodici comuni della ex Comunità Montana Alto Canavese, oggi assieme a cinque comuni costituenti la Unione montana Val Gallenca; inoltre è uno dei comuni alle pendici del Sacro Monte di Belmonte, uno dei sette Sacri Monti del Piemonte e Riserva Naturale Speciale con una legge regionale del 1991.